# Francis Lai
Francis Albert Lai (ejtsd: franszisz alber le) (Nizza, 1932. április 26. – Párizs, 2018. november 7.) Oscar-díjas francia zeneszerző.

## Élete
Francis Lai 1932. április 26-án született Nizzában Gavino Lai és Angéle di Carlo gyermekeként.
Magánúton tanult meg harmonikázni.
1943-tól utcai muzsikus és lokálzenész volt. Párizsban Michel Magne zenekarának tagja volt. Édith Piaf zongorakísérője volt. Az Olympia Hangversenycsarnok zeneszerzője volt. 1966-tól filmzenéket szerez. Claude Lelouch filmrendező háziszerzője.

## Filmzenéi
- Egy férfi és egy nő (1966)
- Hímnem, nőnem (1966)
- Élni az életért (1967)
- A nagymenő (1967)
- Szerelmem, szerelmem (1967)
- Csodálatos férfiak biciklin (1968)
- Lány az országútról (1968)
- Mayerling (1968)
- Kártyavár (1969)
- Hannibal Brooks (1969)
- Egy férfi, aki tetszik nekem (1969)
- Ketten (1970)
- Love Story (1970)
- A csibész (1970)
- Smic, Smac, Smoc (1970)
- Hello, Goodbye! (1970)
- Les petroleusus (1971)
- Már nem félek a napfénytől (1971)
- A kaland az kaland (1972)
- Boldog újévet! (1973)
- Szerelem az esőben (1974)
- Emmanuelle 2. (1975)
- Az egér és a macska (1975)
- A jók és a rosszak (1976)
- Bilitis (1976)
- Robert és Robert (1978)
- Oliver története (1978)
- Jómadarak (1978)
- Egyesek és mások (1981)
- Edith és Marcel (1983)
- Kánikula (1983)
- Zsaroló zsaruk (1984)
- Marie (Igaz története) (1985)
- Egy férfi és egy nő 20 év múlva (1986)
- Fekete szemek (1986)
- Attention bandits! (1986)
- Gonosztevők (1987)
- A szerelem oltárán (1988)
- Bernadette (1988)
- Útkereső (1988)
- Egy elkényeztetett gyermek utazása (1988)
- Bernadette 2. (1989)
- A vidéki (1990)
- Zsaroló zsaruk 2. (1990)
- Celeste (1991)
- Idegen a házban (1992)
- Szép história (1992)
- Nyomorultak (1995)
- Álljon meg a nászmenet! (1997)
- Megfoghatatlan (2000)
- Zsaroló zsaruk 3. (2003)
- Szeretni bátorság (2005)
- Zidane álomcsapata (2006)

## Díjai
- Golden Globe-díj a legjobb eredeti filmzenének (1971) Love Story
- Oscar-díj (1971) Love Story
- Henri Langlois-díj (2011) életművéért